# Pfarrhaus (Kinsau)

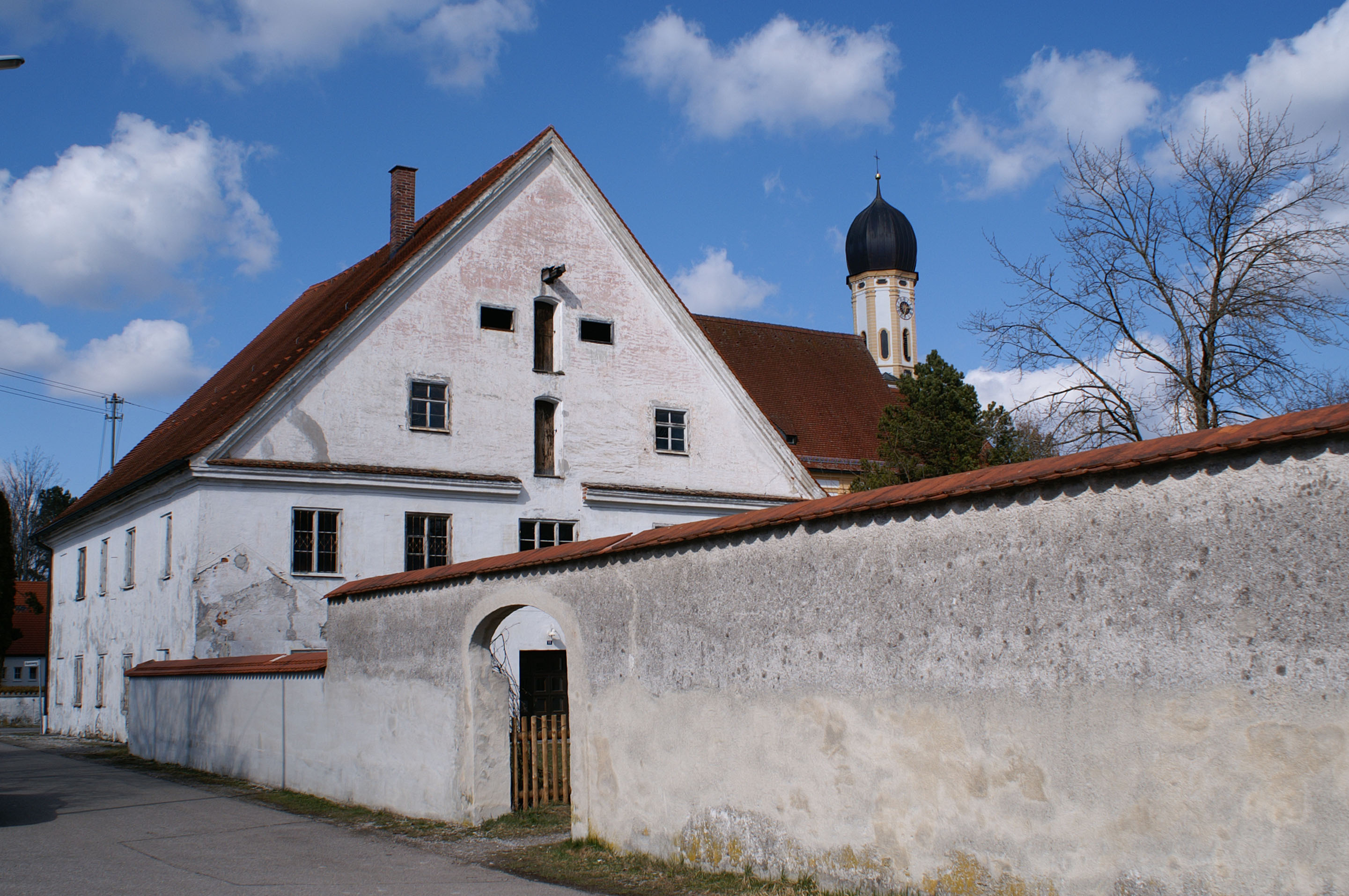
Ehemaliges Pfarrhaus in Kinsau vor der Renovierung

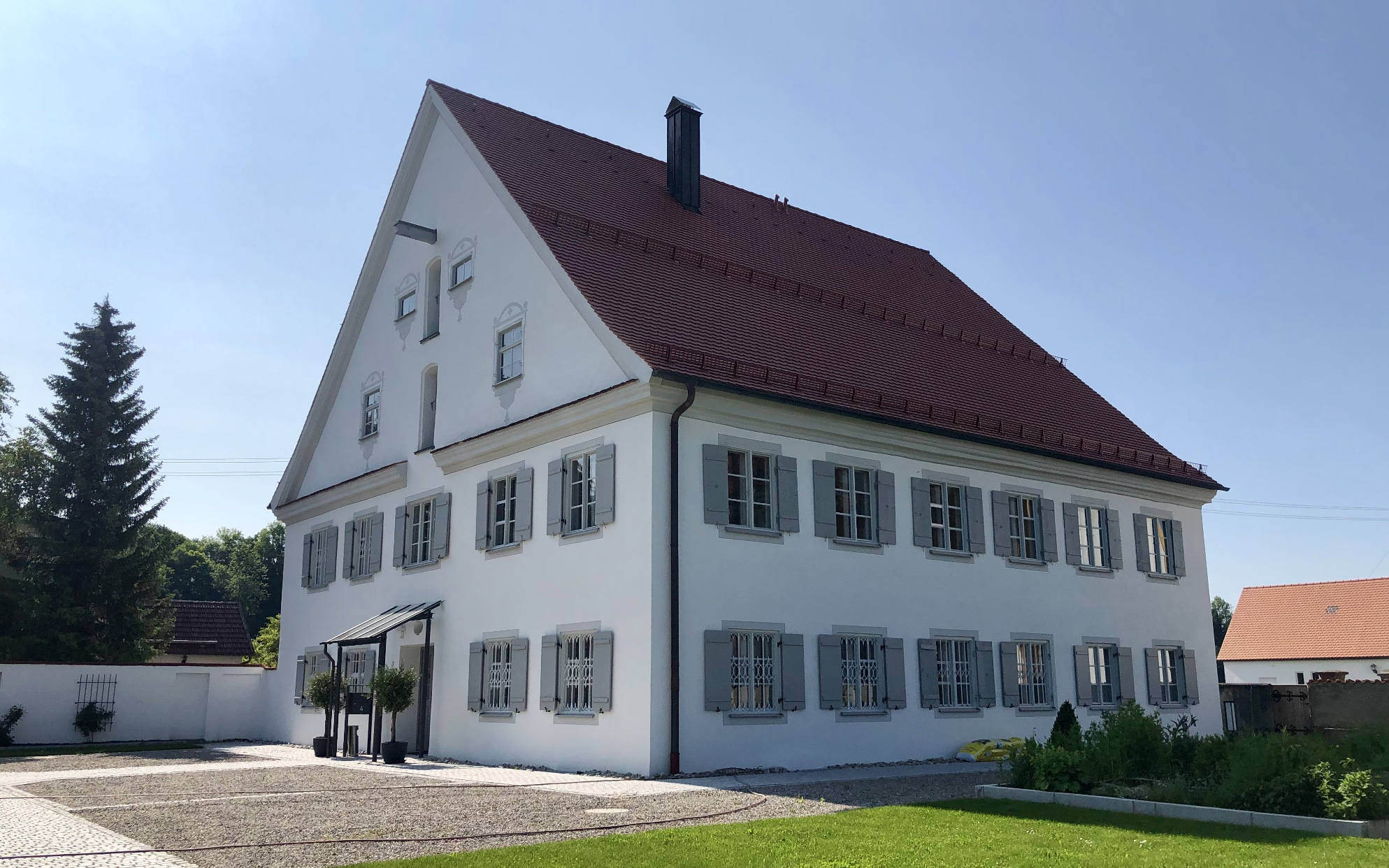
Pfarrhaus in Kinsau nach der Renovierung

Das Pfarrhaus in Kinsau, einer Gemeinde im oberbayerischen Landkreis Landsberg am Lech, wurde von 1739 bis 1741 errichtet. Das ehemalige Pfarrhaus am Kirchweg 4, gegenüber der Pfarrkirche St. Matthäus, ist ein geschütztes Baudenkmal.

## Beschreibung
Das barocke Pfarrhaus mit wertvoller Ausstattung wurde unter Leitung von Joseph Schmuzer errichtet. Der Stuckdekor des zweigeschossigen Steilsatteldachbaus mit stark profilierten Gesimsen stammt von Hieronymus Feichtmayr aus Wessobrunn.

## Renovierung
Nach knapp 30 Jahren Leerstand erwarb 2013 die politische Gemeinde Kinsau den Pfarrhof von der Kirchenstiftung und renovierte das Gebäude von 2014 bis 2016 im Sinne der Denkmalpflege komplett. Im Pfarrhaus haben nun die Gemeindeverwaltung, ein Seniorencafé, das Kirchenbüro und ein Vereinszimmer Platz gefunden. Die Kosten beliefen sich auf 1,3 Millionen Euro, 2019 erhielt die Gemeinde die bayerische Denkmalschutzmedaille für die Sanierung.